# Марио Ланца
Ма́рио Ла́нца (англ. Mario Lanza; настоящее имя Альфре́до Арно́льдо Коко́цца (итал. Alfredo Arnoldo Cocozza) или Альфре́д Арно́льд Коко́цца (англ. Alfred Arnold Cocozza); 31 января 1921, Орендж, Филадельфия, Пенсильвания, США — 7 октября 1959, Рим, Италия) — американский певец и актёр.

## Биография
Родился в семье военного в отставке Антонио Кокоццы и Марии Кокоцца-Ланцы. Петь научился, подпевая записям Энрико Карузо. Первые настоящие уроки вокала получил от баритона Антонио Скардуццо. Позже учителем Марио стала Ирен Уильямс, она же организовывала его выступления на различных общественных мероприятиях. Следующим событием в карьере певца было прослушивание у Сергея Кусевицкого, организованное Уильямом К. Хаффом, концерт-менеджером Филадельфийской музыкальной академии. Кусевицкий пригласил юношу учиться в Танглвудском центре — школе для подающих надежды певцов и музыкантов. В качестве выпускного экзамена Ланца спел партию Фентона в школьной постановке оперы Николаи «Виндзорские проказницы». С тех пор оперные критики не выпускали его творчество из виду.
В декабре 1942 года Марио был призван в армию. Во время службы он прошёл прослушивание у Питера Линда Хейза и был включён им в состав концертной труппы, выступавшей на военных базах по всей стране. Затем Ланца получил роль в патриотическом шоу «Крылатая победа», поставленном Моссом Хартом. Марио выступал в этом шоу до мая 1944 года и демобилизовался 29 января 1945 года.
Счастливая судьба свела Марио с баритоном Робертом Уидом. Тот организовал для Марио выступление в радиошоу компании Эй-Би-Си «Celanese Hour» вместо заболевшего тенора Джана Пирса, обычно выступавшего в этом шоу. Для Марио это была не только интересная работа, но и возможность оказаться в компании уже знаменитых певцов и артистов. Позднее, опять же с помощью Роберта Уида, Марио был выбран на должность ведущего серии радиопередач «Великие моменты в музыке». Эти передачи он вёл с октября 1945 по февраль 1946 года.
Теперь преподавателем вокала у Марио была Полли Робинсон, и через неё он познакомился с Сэмом Уэйлером, который стал его первым менеджером. Уэйлер счёл, что Марио нуждается в более авторитетном преподавателе, и организовал для него прослушивание у Энрико Розати, который ранее обучал вокалу знаменитого тенора Беньямино Джильи. Розати пришёл в восторг от голоса Ланцы и сразу же согласился взять его в ученики. Марио проучился у Розати год и три месяца. Это было непростое время, полное не только успехов, но и конфликтов, в основном по причине антипатии Марио к учёбе, однако впоследствии Ланца был вечно благодарен Розати за неоценимый багаж знаний и умений, которые тот передал ему.
Следующей вехой на творческом пути Марио стало его вхождение в состав «Трио Бельканто», наряду с сопрано Франсис Йинд и басом-баритоном Джорджем Лондоном. «Трио Бельканто» с июля 1947 года в течение почти двенадцати месяцев выступало в различных городах США, Канады и Мексики. 28 августа 1947 года коллектив был приглашён дать концерт в зале «Голливудская чаша» в сопровождении симфонического оркестра под управлением Юджина Орманди. В зале ожидалось присутствие Луиса Б. Майера, основателя и тогдашнего руководителя киностудии MGM. Джордж Лондон любезно уступил сцену Марио и Франсис Йинд. Как показывает сохранившаяся запись, концерт был великолепен. Голоса Марио и Франсис были в прекрасной форме. Этот концерт изменил всю жизнь Марио и определил его выбор в пользу карьеры киноактёра и концертирующего исполнителя. 
Голос Ланцы — мощный, жёсткий, искрящийся, с сильнейшим металлическим призвуком, пронзительный лирико-драматический тенор. Манера пения — экспрессивная, эмоциональная, с форсированным звукоизвлечением и жёсткой атакой звука. Светлый, высокий тембр с блестящими мощными верхними нотами позволял певцу исполнять лирические партии, а исключительная мощь и выразительность голоса — драматические. Марио Ланца — ярчайший образец истинно итальянского стиля пения.
Уже через три дня после триумфа в «Голливудской чаше» студия кинокорпорации МGM пригласила Марио на съемки, заключив контракт на семь лет.
В 1952 году вместе с Дореттой Морроу он снялся в музыкальном фильме «Потому что ты моя».
28 мая 1957 года певец прибыл со своей семьёй в Италию (Неаполь) для съёмок в фильме «Семь холмов Рима».
17 апреля 1959 года Марио внезапно перенёс сердечный приступ. 27 августа у певца случился второй сердечный приступ, и он попал в римскую клинику «Валле Джулиа» (Valle Giulia) с инфарктом и двусторонним воспалением лёгких. 30 сентября съёмки фильма «Смейся, паяц» были прерваны из-за плохого самочувствия артиста. В клинике при обследовании врачи обнаружили у Марио признаки атеросклероза и гипертонии.
Марио Ланца умер 7 октября 1959 года в клинике «Валле Джулиа» от обширного инфаркта при до конца не выясненных обстоятельствах.
Большим поклонником творчества Марио Ланцы в СССР был Муслим Магомаев. О своём любимом певце он провел цикл передач на Всесоюзном радио и на Центральном телевидении. Собирая материалы о певце, Магомаев не раз бывал в США, где встречался с родственниками и друзьями Марио Ланцы, посетил его музей и сам был приглашён выступить на Вечере памяти Ланцы (1989). В 1993 году в издательстве «Музыка» вышла книга Муслима Магомаева «Великий Ланца». Поклонником творчества Марио Ланца является и Михаил Тимофти. Так же Марио Ланца был любимым певцом Элвиса Пресли.
У Ланцы две звезды на Голливудской «Аллее славы»: за вклад в развитие киноиндустрии — 6821, и за вклад в развитие музыки — 1751.
Парк Куин-стрит в Филадельфии был переименован в честь Ланцы в 1967 году.

## Личная жизнь
Ланца был женат на Бетти Ланца (урождённая Хикс). У пары родилось четверо детей: Коллин (сценарист, погибла в автокатастрофе в 1997 году), Элисса, Деймон (умер от сердечного приступа в 2008 году), Марк (умер от сердечного приступа в 1993 году).

## Фильмография
| Год  |   | Русское название       | Оригинальное название    | Роль            |
| ---- | - | ---------------------- | ------------------------ | --------------- |
| 1944 | ф | Крылатая победа        | Winged Victory           | участник хора   |
| 1949 | ф | Полуночный поцелуй     | That Midnight Kiss       | Джонни Доннетти |
| 1950 | ф | Любимец Нового Орлеана | The Toast of New Orleans | Пепе Дюваль     |
| 1951 | ф | Великий Карузо         | The Great Caruso         | Энрико Карузо   |
| 1952 | ф | Потому что ты моя      | Because You’re Mine      | Реналдо Россано |
| 1954 | ф | Принц-студент          | The Student Prince       | принц Карл      |
| 1954 | с | Душ из звёзд           | Shower of Stars          | н/д             |
| 1956 | ф | Серенада               | Serenade                 | Деймон Винченти |
| 1957 | ф | Семь холмов Рима       | Seven Hills of Rome      | Марк Ревер      |
| 1959 | ф | Серенада большой любви | For the First Time       | Тонио Коста     |

## Избранная дискография
- 1987 — Марио Ланца: Легендарный тенор
- 1987 — Рождество с Марио Ланцей
- 1989 — «Великий Карузо» и другие фавориты
- 1989 — Марио Ланца поёт песни из «Принца-студента»
- 1991 — Коллекция Марио Ланцы
- 1994 — Марио Ланца: Live From London
- 1995 — Марио Ланца в своих лучших хитах
- 1999 — Марио Ланца: оперные арии и дуэты
- 2004 — Концерт Марио Ланцы в Hollywood Bowl: Исторические записи
- 2004 — Серенада / Кавалькада Show Tunes
- 2007 — Основные хиты Марио Ланцы

## Избранная литература
На русском языке
- Магомаев М. Великий Ланца. — М: «Музыка», 1993 г. — 208 с. — 15000 экз. ISBN 5714004159